# Институт проблем комплексного освоения недр РАН
Федеральное государственное бюджетное учреждение науки Институт проблем комплексного освоения недр РАН (ИПКОН РАН) был образован в 1977 году на базе сектора физико-технических горных проблем Института физики Земли им. О. Ю. Шмидта АН СССР.

## История
В 1967 году Н. В. Мельников создал Сектор физико-технических горных проблем Института физики Земли.
15 октября 1977 года (по инициативе академика Н. В. Мельникова, при поддержке академиков А. В. Сидоренко, М. А. Садовского и Н. П. Лавёрова) был создан Институт проблем комплексного освоения недр АН СССР.
Директора института:
- 1977 — Мельников, Николай Васильевич
- 1980 — Бронников, Дмитрий Михайлович
- 1987 — Трубецкой, Климент Николаевич
- 2003 — Чантурия, Валентин Алексеевич
- 2011 — Рубан, Анатолий Дмитриевич
- 2011 — Захаров, Валерий Николаевич.

## Научные направления
Основными направлениями научной деятельности института являются:
- комплексное освоение недр и подземного пространства Земли. Разработка новых методов освоения природных и техногенных месторождений. Развитие нефтегазового комплекса России;
- новые процессы комплексной и глубокой переработки природного и техногенного минерального сырья;
- катастрофические процессы природного и техногенного происхождения, сейсмичность — изучение и прогноз;
- эволюция окружающей среды и климата под воздействием природных и антропогенных факторов. Научные основы рационального природопользования. Использование традиционных и новых источников энергии;
- разработка методов, технологий, технических и аналитических средств исследования поверхности и недр Земли, гидросферы и атмосферы. Геоинформатика.

## Структура
В состав института входят отделы:
1. Теории проектирования освоения недр
2. Стратегии освоения и сохранения недр
3. Освоения месторождений твердых полезных ископаемых на больших глубинах
4. Проблем комплексного извлечения минеральных компонентов из природного и техногенного сырья
5. Проблем геомеханики и разрушения горных пород
6. Горной экологии
7. Аналитический центр изучения природных веществ при комплексном освоении недр
8. Научной информации и проблем управления освоением недр

## Известные сотрудники
- Захаров, Валерий Николаевич — член-корреспондент РАН, профессор, доктор технических наук, директор института
- Чантурия, Валентин Алексеевич — академик РАН
- Трубецкой, Климент Николаевич — академик РАН, Советник РАН
- Агошков, Михаил Иванович — академик АН СССР
- Каплунов, Давид Родионович — член-корреспондент РАН, руководитель Отдела № 1 «Теории проектирования освоения недр»;
- Пешков, Алексей Александрович — член-корреспондент РАН
- Барский, Лев Абрамович — заведующий лабораторией методов переработки техногенного сырья;
- Рубан, Анатолий Дмитриевич — член-корреспондент РАН.